# Ima Bohusch
Ima Anatoljeuna Bohusch (belarussisch Іма Анатольеўна Богуш, englische Schreibweise Ima Bohush; * 2. August 1990 in Minsk, Sowjetunion) ist eine ehemalige belarussische Tennisspielerin.

## Karriere
Bohusch begann im Alter von sechs Jahren mit dem Tennisspielen und bevorzugte Sandplätze. Auf der ITF Women’s World Tennis Tour gewann sie während ihrer Karriere vier Doppeltitel.
Außerdem spielte Bohusch 2008 für die belarussische Fed-Cup-Mannschaft, wo sie in drei Begegnungen ein Einzel und zwei Doppel spielte. Während sie das Einzel verlor, gewann sie beide Doppel.

## Turniersiege

### Doppel
| Nr. | Datum              | Turnier | Kategorie   | Belag           | Partnerin      | Finalgegnerinnen                           | Ergebnis         |
| --- | ------------------ | ------- | ----------- | --------------- | -------------- | ------------------------------------------ | ---------------- |
| 1.  | 11. März 2006      | Minsk   | ITF $10.000 | Teppich (Halle) | Darja Kustawa  | Kazjaryna Dsehalewitsch Tazzjana Kapschaj  | 1:6, 6:3, 6:2    |
| 2.  | 16. August 2008    | Iława   | ITF $10.000 | Sand            | Romana Tabák   | Lisa Marshall Anna Mowsisjan               | 6:3, 6:2         |
| 3.  | 20. September 2008 | Qarshi  | ITF $25.000 | Hartplatz       | Lessja Zurenko | Albina Xabibulina Aleksandra Kolesnichenko | 6:3, 6:1         |
| 4.  | 7. März 2009       | Minsk   | ITF $25.000 | Teppich (Halle) | Darja Kustawa  | Witalija Djatschenko Jewgenija Paschkowa   | 6:1, 4:6, [10:8] |